# 1734 års lag

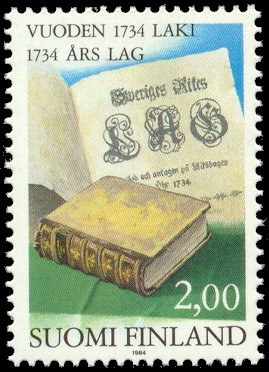
Finskt frimärke utgivet till 250-årsminnet av 1734 års lag.

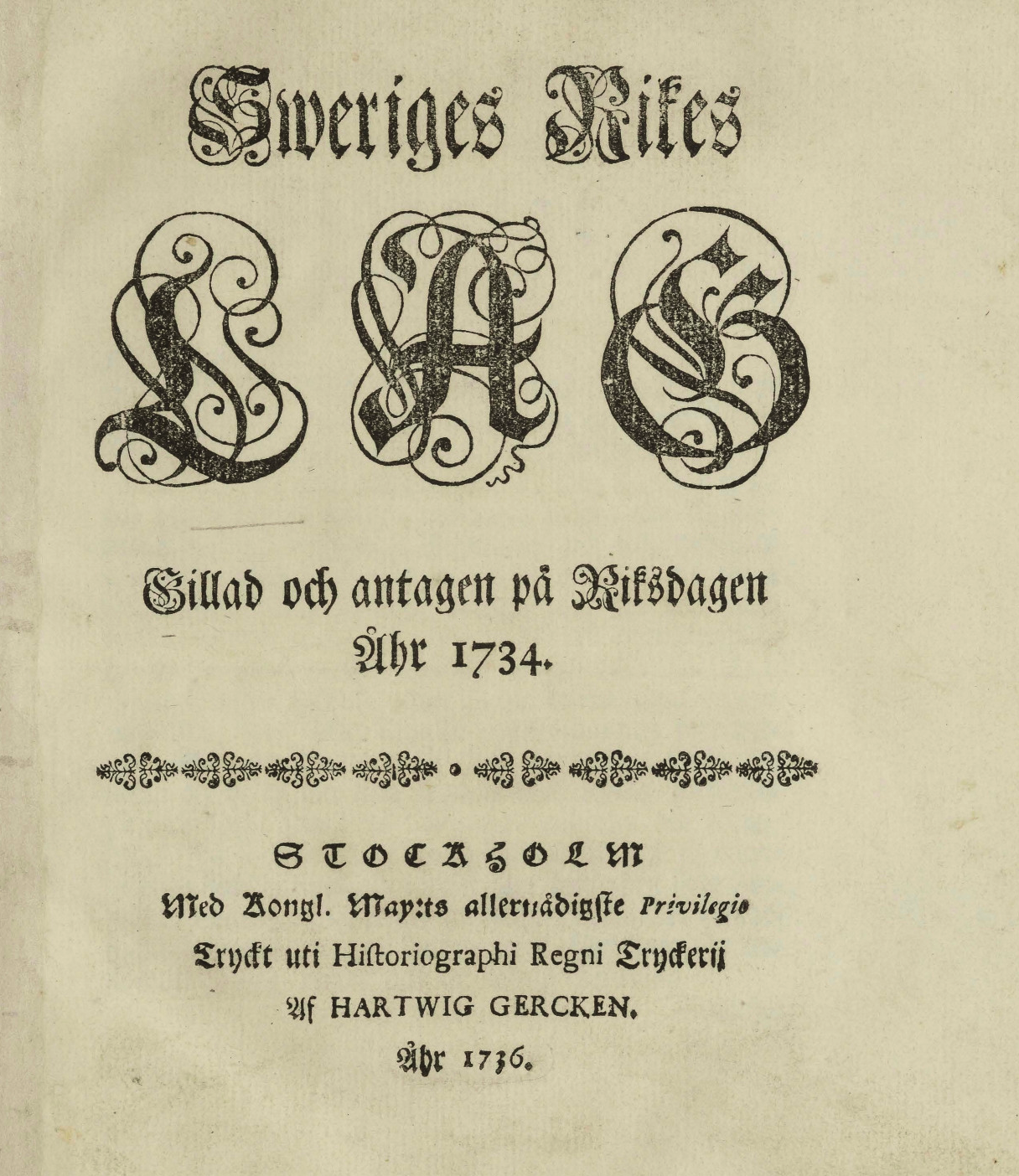

1734 års lag (finska: Vuoden 1734 laki) är den svenska lagrevision som är grunden för den nu gällande lagstiftningen i Sverige och Finland. Den är den senaste fullständiga lagrevisionen och ersatte de medeltida lagarna Kristofers landslag och stadslagen. Nu gällande lag i Sverige och Finland utgörs således av 1734 års lag med ändringar till dags dato. Greve Gustaf Cronhielm hade en ledande roll i arbetet, både vad gäller lagens innehåll och språkdräkt.
Efter att 1734 års lag antagits av riksdagen stadfästes den av konungen 23 januari 1736 varefter den trädde i kraft den 1 september 1736. Det var slutresultatet av ett omfattande juridiskt reformarbete som inletts under stormaktstiden och sedan fördröjts kraftigt bland annat på grund av det stora nordiska kriget. Översättningen till finska, vilken utfördes av Samuel Forseen, avslutades redan 1738, men publicerades först 1759.
De flesta specifika bestämmelser i 1734 års lag har ersatts genom senare lagstiftning, men delar av de ursprungliga handels- och byggningabalkarna är fortfarande gällande rätt i både Sverige och Finland. I Finland är även 1734 års rättegångsbalk i kraft, även om den i praktiken har förändrats i grunden genom successiva justeringar; i Sverige infördes 1948 en totalreviderad rättegångsbalk.
Språkbruket i 1734 års lag påverkade den yngre nysvenskan. I lagen undveks ålderdomlig juridisk terminologi efter den tidens förhållanden och lagtexten formulerades i syfte att inte vara onödigt tillkrånglad. Samtidigt användes en relativt traditionell stavning. I sammanfattning var språket därmed att betrakta som måttfullt konservativt.
Titelbladet i 1734 års lag har rubriken "Sveriges Rikes Lag". Den mest kända lagboken i Sverige är den årligen privatutgivna Sveriges rikes lag, som innehåller ett urval av gällande rätt i Svensk författningssamling. Således är 1734 års lag och lagboken Sveriges rikes lag åtskilda från varandra.

## Tillkomst
Kristoffers landslag uppfattades på 1600-talet som svårbegriplig, dessutom hade samhället förändrats, nya lagar tillkommit och rättspraxis förändrats. Karl XI tillsatte 1686 en lagkommission för att se över och språkligt modernisera lagarna. Arbetet tog lång tid eftersom ledamöterna hade andra uppdrag i ämbetsverk och domstolar. Resultatet som antogs 1734 hade få rättsliga nyheter utan anslöt till dåvarande rättspraxis.

## Balk
I 1734 års lag bevarades det medeltida begreppet balk som benämning på ett större avsnitt i lagen. Det fanns nio balkar i lagen: 
- Giftermålsbalken – äktenskaps ingående, upplösning och rättsverkningar
- Ärvdabalken – arv, testamente och förmynderskap
- Jordabalken –  rättsliga bestämmelser angående fast egendom
- Byggningabalken – lantbruksförhållanden
- Handelsbalken – förmögenhetsrättsliga bestämmelser
- Missgärningsbalken – straffbelagda gärningar
- Straffbalken  – verkställande av straff
- Utsökningsbalken – utsökning
- Rättegångsbalken – bestämmelser för rättegångar

Särskilt i Sverige men även i Finland har traditionen att kalla större och centrala lagar för balkar upprätthållits. Detta har ingen strikt juridisk betydelse men markerar att dessa lagar, även om de inte är grundlagar, är att betrakta som särskilt centrala. I Sverige heter exempelvis den centrala miljölagstiftningen miljöbalken, och den centrala lagstiftningen om fastigheter, arrende och hyra heter alltjämt  jordabalken. Socialförsäkringsbalken är den senast införda balken i Sverige, från 2010.